# Sebastiania membranifolia
Sebastiania membranifolia är en törelväxtart som beskrevs av Johannes Müller Argoviensis. Sebastiania membranifolia ingår i släktet Sebastiania och familjen törelväxter. Inga underarter finns listade i Catalogue of Life.